# Kanmaki
Kawai (jap. 上牧町 Kawai-chō) – miasto w Japonii, na wyspie Honsiu, w prefekturze Nara. Według danych na rok 2020 miejscowość zamieszkiwało 21 714 mieszkańców , a gęstość zaludnienia wyniosła 3536,5 os./km².